# روي ميلر (لاعب كرة قدم أمريكية)
روي ميلر (بالإنجليزية: Roy Miller)‏ هو لاعب كرة قدم أمريكية أمريكي، ولد في 9 يوليو 1987 في Fort Lewis (Washington) ‏ في الولايات المتحدة.

## وصلات خارجية
- روي ميلر على موقع مرجع كرة القدم المحترفة.كوم (الإنجليزية)